# 喬納斯里奇鎮區 (北卡羅萊納州伯克縣)
喬納斯里奇鎮區（英語：Jonas Ridge Township）是位於美國北卡羅萊納州伯克縣的一個鎮區。

## 地方資料
喬納斯里奇鎮區的面積為75.10平方千米，皆為陸地。根據2020年美國人口普查的數據，當地共有人口627人，而人口密度為每平方千米8.35人。